# ISS-Expeditie 55
ISS-Expeditie 55 is de vijfenvijftigste missie naar het Internationaal ruimtestation ISS. De missie begon op 27 februari 2018 met het vertrek van de Sojoez MS-06 van het ISS terug naar de Aarde en eindigde op 3 juni 2018, toen de Sojoez MS-07 terugkeerde naar de Aarde.

## Bemanning
| Positie           | Eerste deel (februari 2018)           | Tweede deel (maart t/m juni 2018)     |
| ----------------- | ------------------------------------- | ------------------------------------- |
| Bevelhebber       | Anton Sjkaplerov, RSA 3e ruimtevlucht | Anton Sjkaplerov, RSA 3e ruimtevlucht |
| Flight Engineer 1 | Scott Tingle, NASA 1e ruimtevlucht    | Scott Tingle, NASA 1e ruimtevlucht    |
| Flight Engineer 2 | Norishige Kanai, JAXA 1e ruimtevlucht | Norishige Kanai, JAXA 1e ruimtevlucht |
| Flight Engineer 3 |                                       | Oleg Artemjev, RSA 2e ruimtevlucht    |
| Flight Engineer 4 |                                       | Andrew Feustel, NASA 3e ruimtevlucht  |
| Flight Engineer 4 |                                       | Richard Arnold, NASA 2e ruimtevlucht  |